# Dekanat Pakrački
Dekanat Pakrački – jeden z 10 dekanatów rzymskokatolickich wchodzących w skład diecezji pożedzkiej w Chorwacji. 
Według danych na październik 2015 roku, w jego skład wchodziło 14 parafii.

## Lista parafii
Źródło:
| Lp. | Miejscowość   | Parafia                                        | Proboszcz              | Kościół                                                    | Grafika |
| --- | ------------- | ---------------------------------------------- | ---------------------- | ---------------------------------------------------------- | ------- |
| 1   | Antunovac     | Parafia Najświętszego Serca Jezusowego         | Stjepan Škvorc         | Kościół Najświętszego Serca Jezusowego w Antunovac         |         |
| 2   | Badljevina    | Parafia św. Jana Chrzciciela                   | Don Žarko Akrap        | Kościół św. Jana Chrzciciela w Badljevina                  |         |
| 3   | Čaglić        | Parafia św. Jerzego, męczennika                | Jozo Zorić             | Kościół św. Jerzego w Čaglić                               |         |
| 4   | Daruvar       | Parafia Trójcy Przenajświętszej                | Ivan Nikolić           | Kościół Trójcy Przenajświętszej w Daruvar                  |         |
| 5   | Daruvar       | Parafia św. Antoniego Padewskiego              | Danijel Engelnam       | Kościół św. Antoniego Padewskiego w Daruvar                |         |
| 6   | Dežanovac     | Parafia św. Bartłomieja Apostoła               | Đuro Cvitić            | Kościół św. Bartłomieja Apostoła w Dežanovac               |         |
| 7   | Donja Obrijež | Parafia św. Marii Magdaleny                    | Mario Rašić            | Katedra św. Marii Magdaleny w Donja Obrijež                |         |
| 8   | Đulovac       | Parafia Ducha Świętego                         | Ivan Certić            | Kościół Ducha Świętego w Đulovac                           |         |
| 9   | Gaj           | Parafia św. Katarzyny                          | Stjepan Škvorc         | Kościół św. Katarzyny w Gaj                                |         |
| 10  | Končanica     | Parafia Wniebowzięcia Najświętszej Maryi Panny | Patrik Alatić          | Kościół Wniebowzięcia Najświętszej Maryi Panny w Končanica |         |
| 11  | Lipik         | Parafia św. Franciszka z Asyżu                 | Jozo Zorić             | Kościół św. Franciszka z Asyżu w Lipik                     |         |
| 12  | Pakrac        | Parafia Wniebowzięcia Najświętszej Maryi Panny | Msgr. Matija Juraković | Kościół Wniebowzięcia Najświętszej Maryi Panny w Pakrac    |         |
| 13  | Sirač         | Parafia Nawiedzenia Najświętszej Maryi Panny   | Branko Gelemanović     | Kościół Nawiedzenia Najświętszej Maryi Panny w Sirač       |         |
| 14  | Uljanik       | Parafia Matki Bożej z Lourdes                  | Đuro Cvitić            | Kościół Matki Bożej z Lourdes w Uljanik                    |         |